# 三原楓花
三原 楓花（みはら ふうか、2000年9月6日 - ）は、琉球放送のアナウンサー。鹿児島市出身。

## 来歴
鹿児島市に生まれる。両親は琉球大学出身。鹿児島大学教育学部卒業後の2023年、琉球放送入社。同期の大坪彩織と共演時には、ふたり合わせて「三坪（さんつぼ）コンビ」と呼ばれた。

## 人物・エピソード
- 座右の銘は「正しい道を選び続けるのではなく、 選んだ道が正しい道となるように」[3]。
- 大学卒業までは鹿児島の実家で暮らしていた[4]。

## 出演番組
- ジ・アナウンサーズ（RBCiラジオ） - 不定期、木曜担当
- MUSIC SHOWER Plus+（2023年10月 - 2024年8月、RBCiラジオ） - 代演
- アップ!!（2025年4月1日[5] - 、RBCiラジオ） - 火曜・水曜パーソナリティ[6]
- こきざみインディアンの1杯目から！（2025年4月6日[7] - 、RBCiラジオ） - 進行役[8]